# Guillaume Raineau
Guillaume Louis Benoit Raineau (Nantes, 29 de junio de 1986) es un deportista francés que compitió en remo.
Participó en dos Juegos Olímpicos de Verano, obteniendo una medalla de bronce en Río de Janeiro 2016, en la prueba de cuatro sin timonel ligero, y el cuarto lugar en Pekín 2008, en la misma prueba.
Ganó una medalla de bronce en el Campeonato Mundial de Remo de 2015 y tres medallas en el Campeonato Europeo de Remo entre los años 2013 y 2015.

## Palmarés internacional
| Juegos Olímpicos   | Juegos Olímpicos        | Juegos Olímpicos  | Juegos Olímpicos          |
| Año                | Lugar                   | Medalla           | Prueba                    |
| ------------------ | ----------------------- | ----------------- | ------------------------- |
| 2016               | Río de Janeiro (Brasil) | Medalla de bronce | Cuatro sin timonel ligero |
| Campeonato Mundial |                         |                   |                           |
| Año                | Lugar                   | Medalla           | Prueba                    |
| 2015               | Aiguebelette (Francia)  | Medalla de bronce | Cuatro sin timonel ligero |
| Campeonato Europeo |                         |                   |                           |
| Año                | Lugar                   | Medalla           | Prueba                    |
| 2013               | Sevilla (España)        | Medalla de bronce | Cuatro sin timonel ligero |
| 2014               | Belgrado (Serbia)       | Medalla de bronce | Cuatro sin timonel ligero |
| 2015               | Poznań (Polonia)        | Medalla de plata  | Cuatro sin timonel ligero |